# Анаксарета
Анаксарета (др.-греч. Ἀναξαρέτη) — персонаж греческой мифологии.
Девушка с острова Кипр, отвергшая пламенную любовь Ифия (Ἶφις), который неоднократно просил Анаксарету выйти за него замуж, и так и не получив положительного ответа, покончил жизнь самоубийством, повесившись.
Когда носилки с телом несчастного юноши несли мимо дома Анаксареты, она выглянула в окно посмотреть, кого хоронят, и окаменела, так покарала её богиня Афродита.